# Bolyár
Bolyár (más néven Bolgarov, szlovákul: Boliarov) község Szlovákiában, a Kassai kerület Kassa-környéki járásában.

## Fekvése
Kassától 22 km-re északnyugatra, az Ósva-patak bal oldalán fekszik.

## Története
A 18. század végén Vályi András így ír róla: „BOLYÁR. Tót falu Sáros Vármegyében, birtokosai Keczer Urak, fekszik Eperjestöl két mértföldnyire, határbéli földgye agyagos, melly serényebb munkáltatást kiván; de mivel réttye kétszer kaszáltatik, legelője nagy, és erdeje is van, első Osztálybéli.”
Fényes Elek 1851-ben kiadott geográfiai szótárában így ír a faluról: „Bolyár, (Bolgarow), tót falu, Sáros vgyében, Bánkhoz 1/4 mföld., 194 r., 37 g. kath., 130 evang., 1 ref., 10 zsidó lak. Sok legelő. Jó rét. Erdő. F. u. Szentimrey, Egerer, s m. Ut. p. Eperjes.”
A trianoni diktátumig Sáros vármegye Lemesi járásához tartozott.

## Népessége
| Év:            | 1994. | 2004.    | 2014.    | 2024.    |
| -------------- | ----- | -------- | -------- | -------- |
| Emberek száma: | 486   | 625      | 826      | 1074     |
| Eltérés:       |       | +28,60 % | +32,16 % | +30,02 % |

| Év:            | 2023. | 2024.   |
| -------------- | ----- | ------- |
| Emberek száma: | 1051  | 1074    |
| Eltérés:       |       | +2,18 % |

1910-ben 362, túlnyomórészt szlovák anyanyelvű lakosa volt.
2001-ben 573 lakosából 562 szlovák volt.
2011-ben 780 lakosából 628 szlovák és 130 cigány volt.

## Neves személyek
- Itt született 1795. június 5-én ocskói Ocskay Antal, 1839-1848 között Kassa megyés püspöke.